# مارث

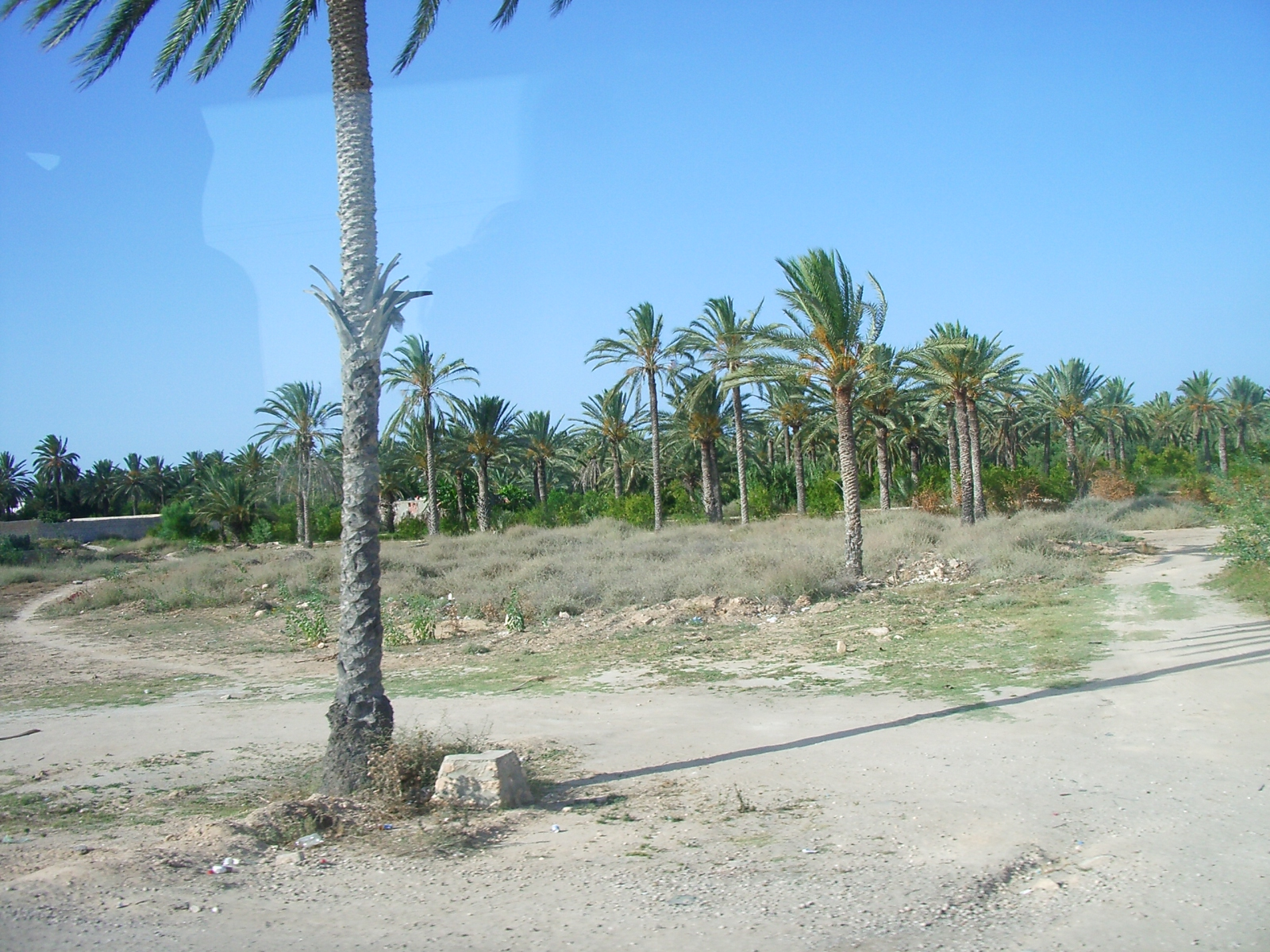
واحة نخيل قرب مارث

مَارِث مدينة تقع في الجنوب التونسي، بين مدينتي قابس ومدنين، وهي تابعة لولاية قابس. وتعرف بخطها العسكري «خط مارث» ; وهي مدينة ساحلية تبعد عن البحر 12 كلم. ومارث معتمدية كثيرة السكان وممتدة جغرافيا وتتبعها إداريا توجان، مطماطة، كتانة، عرّام والزارات التي بها أكبر معمر في العالم العم علي والبالغ عمره130عام.
كما أن مارث مشهورة في المجال الفلاحي خاصة بالرمّان والنخيل واللاقمي..

## أعلام
- الطيب الوحيشي